# Cercal (Ourém)
Pour les articles homonymes, voir Cercal.
Cercal est une freguesia portugaise située dans le District de Santarém.
Avec une superficie de 8,06 km2 et une population de 896 habitants (2001), la paroisse possède une densité de 111,2 hab/km2.